# Seznam dílů seriálu Dobrý boj
Toto je seznam dílů seriálu Dobrý boj.

## Přehled řad
| Řada | Díly | Premiéra v USA  | Premiéra v USA     | Premiéra v ČR  | Premiéra v ČR     |
| Řada | Díly | První díl       | Poslední díl       | První díl      | Poslední díl      |
| ---- | ---- | --------------- | ------------------ | -------------- | ----------------- |
| 1    | 10   | 19. února 2017  | 16. dubna 2017     | 6. září 2017   | 8. listopadu 2017 |
| 2    | 13   | 4. března 2018  | 27. května 2018    | 15. dubna 2018 | 8. července 2018  |
| 3    | 10   | 14. března 2019 | 16. května 2019    | 2. května 2019 | 4. července 2019  |
| 4    | 7    | 9. dubna 2020   | 28. května 2020    | 20. srpna 2020 | 1. října 2020     |
| 5    | 10   | 24. června 2021 | 26. srpna 2021     | bude oznámeno  | bude oznámeno     |
| 6    | 10   | 8. září 2022    | 10. listopadu 2022 | bude oznámeno  | bude oznámeno     |

## Seznam dílů

### První řada (2017)
| Č. v seriálu | Č. v řadě | Původní název                     | Režie            | Scénář                                           | Premiéra v USA  | Premiéra v ČR     |
| ------------ | --------- | --------------------------------- | ---------------- | ------------------------------------------------ | --------------- | ----------------- |
| 1            | 1         | Inauguration                      | Brooke Kennedy   | Phil Alden Robinson, Robert King a Michelle King | 19. února 2017  | 6. září 2017      |
| 2            | 2         | First Week                        | Allan Arkush     | Ryan Pedersen a Joey Scavuzzo                    | 19. února 2017  | 13. září 2017     |
| 3            | 3         | The Schtup List                   | Marta Cunningham | Tegan Shohet                                     | 26. února 2017  | 20. září 2017     |
| 4            | 4         | Henceforth Known as Property      | Alex Zakrzewski  | Joey Hartstone                                   | 5. března 2017  | 27. září 2017     |
| 5            | 5         | Stoppable: Requiem for an Airdate | Ron Underwood    | Marcus Dalzine                                   | 12. března 2017 | 4. října 2017     |
| 6            | 6         | Social Media and Its Discontents  | Jim McKay        | Robert King a Michelle King                      | 19. března 2017 | 11. října 2017    |
| 7            | 7         | Not So Grand Jury                 | So Yong Kim      | William M. Finkelstein                           | 26. března 2017 | 18. října 2017    |
| 8            | 8         | Reddick v Boseman                 | Michael Zinberg  | Keith Josef Adkins                               | 2. dubna 2017   | 25. října 2017    |
| 9            | 9         | Self Condemned                    | Jim McKay        | William M. Finkelstein                           | 9. dubna 2017   | 1. listopadu 2017 |
| 10           | 10        | Chaos                             | Robert King      | Robert King a Michelle King                      | 16. dubna 2017  | 8. listopadu 2017 |

### Druhá řada (2018)
| Č. v seriálu | Č. v řadě | Původní název | Režie                 | Scénář                              | Premiéra v USA  | Premiéra v ČR    |
| ------------ | --------- | ------------- | --------------------- | ----------------------------------- | --------------- | ---------------- |
| 11           | 1         | Day 408       | Brooke Kennedy        | Robert King a Michelle King         | 4. března 2018  | 15. dubna 2018   |
| 12           | 2         | Day 415       | Jim McKay             | William Finkelstein                 | 11. března 2018 | 22. dubna 2018   |
| 13           | 3         | Day 422       | James Whitmore Jr.    | Joey Hartstone                      | 18. března 2018 | 29. dubna 2018   |
| 14           | 4         | Day 429       | Ron Underwood         | Jonathan Tolins                     | 25. března 2018 | 6. května 2018   |
| 15           | 5         | Day 436       | Jim McKay             | Marcus Dalzine                      | 1. dubna 2018   | 13. května 2018  |
| 16           | 6         | Day 443       | Brooke Kennedy        | Jacquelyn Reingold                  | 8. dubna 2018   | 20. května 2018  |
| 17           | 7         | Day 450       | Frederick E.O. Toye   | Tegan Shohet                        | 15. dubna 2018  | 27. května 2018  |
| 18           | 8         | Day 457       | Clark Johnson         | Aurin Squire                        | 22. dubna 2018  | 3. června 2018   |
| 19           | 9         | Day 464       | Michael Zinberg       | Robert King a Michelle King         | 29. dubna 2018  | 10. června 2018  |
| 20           | 10        | Day 471       | Kevin Rodney Sullivan | William Finkelstein                 | 6. května 2018  | 17. června 2018  |
| 21           | 11        | Day 478       | Brooke Kennedy        | Jonathan Tolins                     | 13. května 2018 | 24. června 2018  |
| 22           | 12        | Day 485       | Ron Underwood         | Jacquelyn Reingold a Marcus Dalzine | 20. května 2018 | 1. července 2018 |
| 23           | 13        | Day 492       | Robert King           | Robert King a Michelle King         | 27. května 2018 | 8. července 2018 |

### Třetí řada (2019)
| Č. v seriálu | Č. v řadě | Původní název                                | Režie                | Scénář                                | Premiéra v USA  | Premiéra v ČR    |
| ------------ | --------- | -------------------------------------------- | -------------------- | ------------------------------------- | --------------- | ---------------- |
| 24           | 1         | The One About the Recent Troubles            | Robert King          | Robert King a Michelle King           | 14. března 2019 | 2. května 2019   |
| 25           | 2         | The One Inspired by Roy Cohn                 | Frederick E. O. Toye | William Finkelstein                   | 21. března 2019 | 9. května 2019   |
| 26           | 3         | The One Where Diane Joins the Resistance     | Brooke Kennedy       | Jonathan Tolins                       | 28. března 2019 | 16. května 2019  |
| 27           | 4         | The One with Lucca Becoming a Meme           | Nelson McCormick     | Jacquelyn Reingold                    | 4. dubna 2019   | 23. května 2019  |
| 28           | 5         | The One Where a Nazi Gets Punched            | Jim McKay            | Tegan Shohet                          | 11. dubna 2019  | 30. května 2019  |
| 29           | 6         | The One with the Celebrity Divorce           | Tess Malone          | Davita Scarlett                       | 18. dubna 2019  | 6. června 2019   |
| 30           | 7         | The One Where Diane and Liz Topple Democracy | Brooke Kennedy       | Aurin Squire                          | 25. dubna 2019  | 13. června 2019  |
| 31           | 8         | The One Where Kurt Saves Diane               | Felix Alcalá         | Laura Marks                           | 2. května 2019  | 20. června 2019  |
| 32           | 9         | The One Where the Sun Comes Out              | Brooke Kennedy       | Eric Holmes                           | 9. května 2019  | 27. června 2019  |
| 33           | 10        | The One About the End of the World           | Brooke Kennedy       | William Finkelstein a Jonathan Tolins | 16. května 2019 | 4. července 2019 |

### Čtvrtá řada (2020)
| Č. v seriálu | Č. v řadě | Původní název                                 | Režie                 | Scénář                      | Premiéra v USA  | Premiéra v ČR  |
| ------------ | --------- | --------------------------------------------- | --------------------- | --------------------------- | --------------- | -------------- |
| 34           | 1         | The Gang Deals with Alternate Reality         | Brooke Kennedy        | Robert King a Michelle King | 9. dubna 2020   | 20. srpna 2020 |
| 35           | 2         | The Gang Tries to Serve a Subpoena            | Kevin Rodney Sullivan | Jonathan Tolins             | 16. dubna 2020  | 27. srpna 2020 |
| 36           | 3         | The Gang Gets a Call from HR                  | Tess Malone           | Davita Scarlett             | 30. dubna 2020  | 3. září 2020   |
| 37           | 4         | The Gang is Satirized and Doesn't Like It     | Nelson McCormick      | William Finkelstein         | 7. května 2020  | 10. září 2020  |
| 38           | 5         | The Gang Goes to War                          | James Whitmore Jr.    | Tegan Shohet                | 14. května 2020 | 17. září 2020  |
| 39           | 6         | The Gang Offends Everyone                     | Brooke Kennedy        | Jacquelyn Reingold          | 21. května 2020 | 24. září 2020  |
| 40           | 7         | The Gang Discovers Who Killed Jeffrey Epstein | Fred Murphy           | Laura Marks                 | 28. května 2020 | 1. října 2020  |

### Pátá řada (2021)
| Č. v seriálu | Č. v řadě | Původní název                     | Český název   | Režie              | Scénář                      | Premiéra v USA    | Premiéra v ČR |
| ------------ | --------- | --------------------------------- | ------------- | ------------------ | --------------------------- | ----------------- | ------------- |
| 41           | 1         | Previously On…                    | bude oznámeno | Brooke Kennedy     | Robert King a Michelle King | 24. června 2021   | bude oznámeno |
| 42           | 2         | Once There Was a Court…           | bude oznámeno | Michael Trim       | Jonathan Tollins            | 1. července 2021  | bude oznámeno |
| 43           | 3         | And the Court Had a Clerk…        | bude oznámeno | Tyne Rafaeli       | William Finkelstein         | 8. července 2021  | bude oznámeno |
| 44           | 4         | And the Clerk Had a Firm…         | bude oznámeno | James Whitmore Jr. | Jacquelyn Reingold          | 15. července 2021 | bude oznámeno |
| 45           | 5         | And the Firm Had Two Partners…    | bude oznámeno | Nikki M. James     | Davita Scarlett             | 22. července 2021 | bude oznámeno |
| 46           | 6         | And the Two Partners Had a Fight… | bude oznámeno | Brooke Kennedy     | Aurin Squire                | 29. července 2021 | bude oznámeno |
| 47           | 7         | And the Fight Had a Détente…      | bude oznámeno | Carrie Preston     | Tegan Shohet                | 5. srpna 2021     | bude oznámeno |
| 48           | 8         | And the Detente Had an End…       | bude oznámeno | Michael Zinberg    | Laura Marks                 | 12. srpna 2021    | bude oznámeno |
| 49           | 9         | And the End Was Violent…          | bude oznámeno | Brooke Kennedy     | Eric Holmes                 | 19. srpna 2021    | bude oznámeno |
| 50           | 10        | And the Violence Spread…          | bude oznámeno | Robert King        | Robert King a Michelle King | 26. srpna 2021    | bude oznámeno |

### Šestá řada (2022)
| Č. v seriálu | Č. v řadě | Původní název            | Český název   | Režie              | Scénář                                | Premiéra v USA     | Premiéra v ČR |
| ------------ | --------- | ------------------------ | ------------- | ------------------ | ------------------------------------- | ------------------ | ------------- |
| 51           | 1         | The Beginning of the End | bude oznámeno | Nelson McCormick   | Robert King a Michelle King           | 8. září 2022       | bude oznámeno |
| 52           | 2         | The End of the Yips      | bude oznámeno | Tyne Rafaeli       | Jonathan Tolins                       | 15. září 2022      | bude oznámeno |
| 53           | 3         | The End of Football      | bude oznámeno | Nelson McCormick   | Aurin Squire                          | 22. září 2022      | bude oznámeno |
| 54           | 4         | The End of Eli Gold      | bude oznámeno | James Whitmore Jr. | Davita Scarlett                       | 29. září 2022      | bude oznámeno |
| 55           | 5         | The End of Ginni         | bude oznámeno | Lily Mariye        | Jacquelyn Reingold                    | 6. října 2022      | bude oznámeno |
| 56           | 6         | The End of a Saturday    | bude oznámeno | Michael Zinberg    | Tegan Shohet                          | 13. října 2022     | bude oznámeno |
| 57           | 7         | The End of STR Laurie    | bude oznámeno | Nikki M. James     | Daniel Beaty                          | 20. října 2022     | bude oznámeno |
| 58           | 8         | The End of Playing Games | bude oznámeno | Robert King        | Jonathan Tolins a Anju Andre-Bergmann | 27. října 2022     | bude oznámeno |
| 59           | 9         | The End of Democracy     | bude oznámeno | Carrie Preston     | Eric Holmes                           | 3. listopadu 2022  | bude oznámeno |
| 60           | 10        | The End of Everything    | bude oznámeno | Robert King        | Robert King a Michelle King           | 10. listopadu 2022 | bude oznámeno |